# Grammy Awards 1961
Zum dritten Mal wurden die Grammys in den USA 1961 verliehen. Bei den Grammy Awards 1961 ging dieser wichtigste amerikanische Musikpreis an 39 Preisträger aus 14 Feldern.

## Hauptkategorien
Single des Jahres (Record of the Year):
- "Theme from “A Summer Place”" von Percy Faith

Album des Jahres (Album of the Year):
- The Button-Down Mind Of Bob Newhart von Bob Newhart

Song des Jahres (Song of the Year):
- „Theme From Exodus“ (Autor: Ernest Gold)

Bester neuer Künstler (Best New Artist):
- Bob Newhart

## Pop
Beste weibliche Gesangsdarbietung, Single oder Einzelstück (Best Vocal Performance Single Record Or Track, Female):
- „Mack the Knife“ von Ella Fitzgerald

Beste weibliche Gesangsdarbietung, Album (Best Vocal Performance Album, Female):
- Mack the Knife – Ella In Berlin von Ella Fitzgerald

Beste männliche Gesangsdarbietung, Single oder Einzelstück (Best Vocal Performance Single Record Or Track, Male):
- „Georgia on My Mind“ von Ray Charles

Beste männliche Gesangsdarbietung, Album (Best Vocal Performance Album, Male):
- The Genius of Ray Charles von Ray Charles

Beste Darbietung einer Gesangsgruppe (2 bis 6) (Best Performance By A Vocal Group – 2 To 6):
- „We Got Us“ von Eydie Gormé & Steve Lawrence

Beste Darbietung eines Chors (7 oder mehr Personen) (Best Performance By A Chorus – 7 Or More Persons):
- Songs of the Cowboy vom Norman Luboff Choir

Beste Darbietung einer Band – Tanz (Best Performance By A Band For Dancing):
- Dance with Basie von Count Basie

Beste Darbietung eines Orchesters (Best Performance By An Orchestra):
- Mr. Lucky von Henry Mancini

Beste Darbietung eines Einzelinterpreten – Pop (Best Performance By A Pop Single Artist):
- „Georgia on My Mind“ von Ray Charles

## Rhythm & Blues
Beste R&B-Darbietung (Best Rhythm & Blues Performance):
- „Let The Good Times Roll“ von Ray Charles

## Country
Beste Country-und-Western-Darbietung (Best Country & Western Performance):
- El Paso von Marty Robbins

## Jazz
Beste Jazz-Darbietung – Solist oder Kleingruppe (Best Jazz Performance Solo Or Small Group):
- West Side Story von André Previn

Beste Jazz-Darbietung – Großgruppe (Best Jazz Instrumental Performance Large Group):
- Blues And The Beat von Henry Mancini

Beste Jazz-Komposition mit mehr als fünf Minuten Dauer (Best Jazz Composition Of More Than Five Minutes Duration):
- Sketches of Spain von Gil Evans & Miles Davis

## Folk
Beste Folk-Darbietung (Best Performance – Folk):
- Swing Dat Hammer von Harry Belafonte

## Für Kinder
Beste Aufnahme für Kinder (Best Recording For Children):
- Let's All Sing With The Chipmunks von David Seville and the Chipmunks

## Sprache
Beste Darbietung einer Dokumentation oder eines Textvortrags – ohne Comedy (Best Performance, Documentary or Spoken Word Other Than Comedy):
- F.D.R. Speaks (Produzent: Robert Bialek)

## Comedy
Beste Comedy-Darbietung – Sprache (Best Comedy Performance – Spoken Word):
- The Button-Down Mind Strikes Back! von Bob Newhart

Beste Comedy-Darbietung – Musik (Best Comedy Performance – Musical):
- Jonathan and Darlene Edwards in Paris von Jo Stafford & Paul Weston

## Musical Show
Bestes Show-Album (Originalbesetzung) (Best Show Album – Original Cast):
- The Sound of Music von Mary Martin und der Originalbesetzung (Komponisten: Oscar Hammerstein, Richard Rodgers)

## Komposition / Arrangement
Bestes Soundtrack-Album oder beste Aufnahme von Film- oder Fernsehmusik (Best Sound Track Album Or Recording Of Music Score From Motion Picture Or Television):
- Exodus (Komponist: Ernest Gold)

Bestes Arrangement (Best Arrangement):
- Mr. Lucky von Henry Mancini

## Packages
Bestes Album-Cover (Best Album Cover):
- Latin à la Lee von Peggy Lee (Künstlerischer Leiter: Marvin Schwartz)

## Produktion und Technik
Bester technischer Beitrag, Unterhaltungsmusik (Best Engineering Contribution, Popular Recording):
- Ella Fitzgerald Sings The George And Ira Gershwin Songbook von Ella Fitzgerald (Technik: Luis P. Valentin)

Bester technischer Beitrag – klassische Musik (Best Engineering Contribution, Classical Recording):
- The Spanish Guitars Of Laurindo Almeida von Laurindo Almeida (Technik: Hugh Davies)

Bester technischer Beitrag, besondere Aufnahme (Best Engineering Contribution, Novelty Recording):
- The Old Payola Roll Blues von Stan Freberg (Technik: John Kraus)

## Klassische Musik
Beste klassische Orchesterdarbietung (Best Classical Performance – Orchestra):
- Bartók: Musik für Saiteninstrumente, Schlagzeug und Celesta vom Chicago Symphony Orchestra unter Leitung von Fritz Reiner

Beste klassische Opernproduktion (Best Classical Opera Production):
- Puccini: Turandot mit Birgit Nilsson, Giorgio Tozzi, Jussi Björling, Renata Tebaldi und dem Opernorchester Rom unter Leitung von Erich Leinsdorf

Beste klassische Chor-Darbietung (mit Oratorium) (Best Classical Performance – Choral Including Oratorio):
- Händel: Messias vom Royal Philharmonic Orchestra und Chor unter Leitung von Thomas Beecham

Beste klassische Darbietung – Konzert oder Soloinstrument (Best Classical Performance – Concerto Or Instrumental Soloist):
- Brahms: Klavierkonzert Nr. 2 in B-Dur mit Swjatoslaw Richter und dem Chicago Symphony Orchestra unter Leitung von Erich Leinsdorf

Beste klassische Darbietung – Soloinstrument oder Duo ohne Orchesterbegleitung (Best Classical Performance – Instrumental Soloist Or Duo Other Than With Orchestral Accompaniment):
- The Spanish Guitars Of Laurindo Almeida von Laurindo Almeida

Beste Kammermusik-Darbietung – Gesang oder Instrument (Best Classical Performance – Vocal Or Instrumental – Chamber Music):
- Conversations With The Guitar von Laurindo Almeida

Beste klassische Solo-Gesangsdarbietung (Best Classical Performance – Vocal Soloist):
- A Program Of Song – Leontyne Price Recital von Leontyne Price

Beste zeitgenössische Klassik-Komposition (Best Contemporary Classical Composition):
- Orchestral Suite aus 'The Tender Land' von Aaron Copland